# Дом комуна
Дом комуна (енгл. House of Commons) доњи је дом Парламента Уједињеног Краљевства.

## Историја
Дом комуна је настао у Енглеској почетком 14. вијека и постојао је од тада у континуитету. Првобитно је постојао као Дом комуна Енглеске, али се након уније са Шкотском претворио у Дом комуна Велике Британије. Током 19. вијека, након уније са Ирском, постао је Дом комуна Велике Британије и Ирске. Након одвајања дијела Ирске и стварања независне Републике Ирске, развио се у данас постојећи дом.
Дом комуна је у почетку имао знатно мању моћ него Дом лордова, али је данас ситуација обрнута. Данас има знатно већу улогу у законодавству него Дом лордова. Знатно је ојачао након изборних реформи у 19. вијеку, па се чак почетком 20. вијека појавио и предлог да се укине Дом лордова. Предлог је одбачен, али је донесен Акту о Парламенту 1911, према коме је право Дома лордова да у потпуности одбије законски предлог сведено на то да лордови могу само да стопирају закон на одређено вријеме. Надаље, Кабинет Уједињеног Краљевства је одговоран само Дому комуна, не и Дому лордова. Премијер остаје на дужности све док има подршку већине народних посланика. Скоро сви чланови Кабинета се бирају из реда Дома комуна.

## Назив
Пуно формално име Дома комуна гласи:
- енглески: The Honourable the Commons of the United Kingdom of Great Britain and Northern Ireland in Parliament assembled
- превод: Поштоване комуне Уједињеног Краљевства Велике Британије и Сјеверне Ирске у Парламенту окупљене

Енглеска ријеч commons долази од англо-норманске ријечи communes, која је означавала географску заједницу посланика. Погрешно се сматра да ријеч commons представља скраћеницу ријечи commoners, која означава трећи сталеж, односно сталеж обичних грађана. Додатну забуну уноси и то што неки сматрају да House of Commons представља обичне грађане, на исти начин као што Дом лордова представља перство.
У прилог називу Дома комуна иде то што у Канади постоји законодавни орган с идентичним именом — Дом комуна Канаде. Будући да је тамо француски језик један од службених, назив овог дома гласи Chambre des communes, односно Дом комуна.

## Састав
Дом комуна је доњи дом Парламента Уједињеног Краљевства, и за разлику од Дома лордова, он је демократски изабрани дом. Посланици се службено називају чланови Парламента (енгл. Member of Parliament, MP). Мандат им траје све док Парламент не буде распуштен (најдуже пет година након сазивања). Од 1950, сваки посланик се бира у изборном округу (енгл. constituency) кога и представља. Данас, Уједињено Краљевство је подијељено на 650 изборних округа, од којих је 533 у Енглеској, 40 у Велсу, 59 у Шкотској и 18 у Сјеверној Ирској.
Да би се кандидовао за посланика, појединац мора поднијети кандидатску пријаву која мора бити потписана од стране 10 гласача изборног округа и платити депозит од 500 фунти, а добија их назад само ако обезбједи најмање 5% подршке на гласању. Сваки изборни округ даје по једног посланика, и они се бирају по систему first-past-the-post, односно кандидат који освоји највећи број гласова постаје посланик. Малољетници, чланови Дома лордова, затвореници и умно поремећене особе не могу се кандидовати за посланика Дома комуна. Да би неко стекао право гласа, мора бити становник и држављанин Уједињеног Краљевства. Могу гласати и становници који имају држављанство британских прекоморских територија, Републике Ирске и земаља Комонвелта. Британски грађани који се одселили имају право да гласају још 15 година по селидби, након чега губе право гласа. Ниједна особа не може гласати у више од једне изборне јединице.

## Законодавна власт
Законски предлози могу бити поднесени у оба дома Парламента, иако сви важнији предлози углавном проистичу из Дома комуна. Премоћ Дома комуна у законодавству је установљена парламентарним актима, према којима неки закони могу бити представљени монарху на потпис и без потврде Дома лордова. Дом лордова не може стопирати неки финансијски законски предлог (предлог који се према мишљењу спикера Дома комуна тиче само националног опорезивања или јавних фондова) дуже од мјесец дана. Надаље, Дом лордова све остале законске предлоге не може стопирати дуже од два парламентарна засједања, односно једне календарске године.
По обичају који се одомаћио и прије доношења парламентарних аката који су установили премоћ Дома комуна над Домом лордова, само Дом комуна може предложити законе који се тичу опорезивања или буџета. Надаље, сви законски предлози који се тичу буџета не могу пролазити кроз амандманску фазу у Дому лордова. Дому лордова није дозвољено и да предлаже амандмане на све остале законске предлоге, а који садрже нешто везано за опорезивање или буџет, иако понекад Дом комуна и дозвољава лордовима да предложе амандман који се тиче финансијске природе.
Према једној конвенцији, познатој под називом Salisbury Convention, предвиђено је да Дом лордова никада не опонира законским предлозима који су обећани у владином изборном програму. Према томе, како је моћ Дома лордова значајно сужена према статутима и обичајима, Дом комуна има знатно већу моћ и улогу законодавству и представља супериорнији дом Парламента.